# Parlamento Haitiano
O Parlamento Haitiano (Parlement Haïtien) é a sede do poder legislativo do Haiti, é no formato bicameral contando com a Câmara dos Deputados e do Senado. A sua sede é o Palácio Legislativo (Palais Législatif) e foi uma das estruturas que foram abaladas pelo Sismo do Haiti de 2010, atualmente, suas atividades encontram-se em uma sede provisória.

## Câmara dos Deputados
A Câmara dos Deputados (Chambre des Députés) é a câmara baixa do Parlamento Haitiano, atualmente composta de 99 membros eleitos pelo sistema majoritário para mandatos de 4 anos.

## Senado
O Senado do Haiti (Sénat) é a câmara alta do Parlamento Haitiano, atualmente composta de 30 membros, sendo 3 membros para cada departamento do Haiti, os mandatos são de 6 anos, sendo que a cada 2 anos 1/3 do Senado é renovado.